# ダニエル・ゴーレンシュタイン
ダニエル・E・ゴーレンシュタイン（Daniel E. Gorenstein、1923年1月1日 - 1992年8月26日）はアメリカ合衆国の数学者である。
有限単純群の分類に多大な影響を及ぼした。
名前は日本語圏内では「ゴレンシュタイン」とも呼ばれる。

## 生涯と研究
ゴーレンシュタインは、ハーバード大学で学士号と修士号を取り、1950年オスカー・ザリスキの下で博士号を得た。博士論文の中で、ゴーレンシュタインはグロタンディークがゴレンシュタイン環を導入する動機となった平面曲線の双対原理を導入した。
博士号を得る前にハーバード大学で軍人に数学を教え、その後クラーク大学とノースイースタン大学で職に就き、そして1969年からの後半生はラトガース大学で教えた。ゴーレンシュタインは1989年ラトガース大学付属の離散数学および理論計算機科学センター(DIMACS)の創設者であり、亡くなるまでそのセンター長として留まった.。

## 賞と栄誉
ゴーレンシュタインは有限単純群の業績に対して多くの栄誉を受けた。信号関手に関する業績のような貢献に加えて、有限単純群の分類の証明を監督する指導者として認められている。それは、これまで試みられた純粋数学の共同研究の中で最大のものの一つである。1972年グッゲンハイム・フェローとフルブライト研究者となった。1978年米国科学アカデミーとアメリカ芸術科学アカデミーの会員となり、そして1989年、解説論文に対しスティール賞を受賞した。